# 集賢院
集賢院，又名集賢書院、集賢殿書院，中國古代收藏典籍之所。
集賢院與漢、隋、唐諸朝以來的天祿閣、文德殿、文林館、麟趾殿、觀文殿等一脈相傳。唐朝開元十三年（725年）四月，詔改麗正書院為集賢院，有學士、直學士、侍講學士等十八人，集賢院成為唐朝最大的圖書典藏機構，兼有修撰、侍讀之功能。
宋朝創立史館、昭文館、集賢書院，合稱“三館”，賜名崇文院。端拱元年（988年）建有秘閣，專收善本。元朝圖籍歸秘書監，雖仍有集賢院，秩從二品，但已不再是宮廷文人的活動中心。明清兩朝則徒有集賢院之名，清朝中葉以後，米萬鍾寓所勺園舊址改為集賢院。咸丰十年（1860年）十月，英法侵略军占领圆明园前，集贤院一度是囚禁英法俘虏的地方，後與圓明園同毀於大火。